# Diecezja Guajará-Mirim
Diecezja Guajará-Mirim (łac. Dioecesis Guaiaramirensis) – diecezja Kościoła rzymskokatolickiego w Brazylii. Należy do metropolii Porto Velho wchodzi w skład regionu kościelnego Norte 1. Została erygowana przez papieża Piusa XI bullą Animarum cura w dniu 1 marca 1929 jako prałatura terytorialna. 16 października 1979 podniesiona do rangi diecezji.